# 埃鲁斯特斯
埃鲁斯特斯，是西班牙卡斯蒂利亚-拉曼恰托莱多省的一个市镇。总面积10平方公里，总人口196人（2001年），人口密度20人/平方公里。